# Pale ale

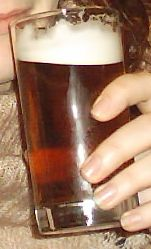
Typisk pale ale.

Pale ale är en kategori öl som innefattar en rad överjästa ölsorter (ales). Ölet har ljus kopparfärg, är smakrikt och bittert till smaken.
Kategorin innefattar ale i färgskalan djupröd till ljust gul, och innehåller en dominerande andel pale malt, det vill säga ljus kornmalt. Jämfört med dagens ölsorter framstår inte pale ales alltid så ljusa, men när begreppet myntades på 1700-talet var de ljusa relativt dåtidens öl. 1777 började bryggeriet Bass brygga öl som klassades som pale ale.
Vanliga typer av pale ale är IPA (India pale ale), Amber ale, Engelsk bitter, American pale ale (APA) med mera. I England är kategorin Pale ale också synonymt med kategorin Bitter.